# Jerzy Czepułkowski

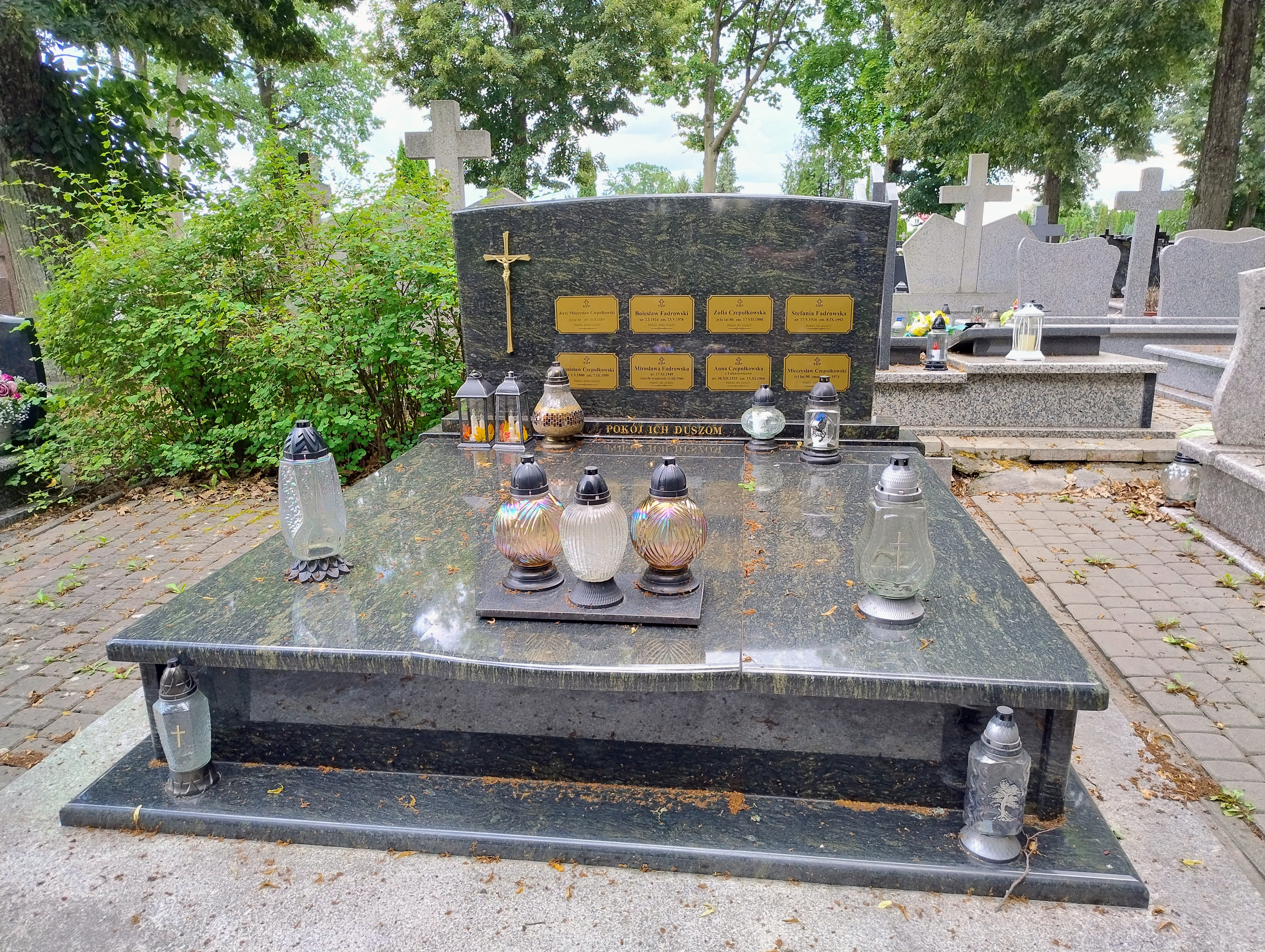
Grób Jerzego Czepułkowskiego (2025)

Jerzy Mieczysław Czepułkowski (ur. 5 lutego 1952 w Pyrzycach, zm. 31 października 2020 w Klusach) – polski polityk, nauczyciel, samorządowiec, w latach 1997–2005 poseł na Sejm III i IV kadencji.

## Życiorys
Syn Mieczysława i Anny. Ukończył w 1976 studia na Wydziale Humanistycznym białostockiej filii Uniwersytetu Warszawskiego. Od 1978 do 1990 należał do Polskiej Zjednoczonej Partii Robotniczej. Działał następnie Socjaldemokracji Rzeczypospolitej Polskiej i od 1999 w Sojuszu Lewicy Demokratycznej (kierował wojewódzkimi strukturami partii).
Pracował jako nauczyciel, wicedyrektor i dyrektor Zespołu Szkół Budowlanych w Ełku, pedagog i dyrektor Medycznego Studium Zawodowego w Ełku. Od 1994 do 1997 pełnił funkcję wiceprezydenta miasta. W wyborach w 1997 uzyskał mandat poselski z listy SLD. Po raz drugi został wybrany w wyborach w 2001 z ramienia tego samego ugrupowania w okręgu olsztyńskim liczbą 9580 głosów. W IV kadencji Sejmu był przewodniczącym Komisji Europejskiej i zastępcą przewodniczącego sejmowej komisji śledczej ds. prywatyzacji PZU.
W wyborach w 2005, 2007, 2011 i 2015 bezskutecznie ubiegał się o ponowny wybór do Sejmu. W wyborach w 2006 i 2010 uzyskiwał mandat radnego rady miasta Ełk, w 2014 nie został ponownie wybrany. W 2018 bezskutecznie startował z ramienia SLD Lewica Razem do Sejmiku Województwa Warmińsko-Mazurskiego.
W 2019 został przewodniczącym zarządu Związku Międzygminnego „Gospodarka Komunalna”.
Był żonaty z Dorotą, miał dwoje dzieci: Ewę i Tomasza. Pochowany na cmentarzu komunalnym w Ełku.